# William Windom (politico)
William Windom (Contea di Belmont, 10 maggio 1827 – New York, 29 gennaio 1891) è stato un politico statunitense, Segretario al Tesoro degli Stati Uniti e Senatore per lo stato del Minnesota.
È stato bisnonno dell'attore William Windom, che ha ereditato il suo stesso nome.